# Pythagoraea categorica
Pythagoraea categorica är en fjärilsart som beskrevs av Edward Meyrick 1929. Pythagoraea categorica ingår i släktet Pythagoraea och familjen Crambidae. Inga underarter finns listade i Catalogue of Life.